# HMS Saltash (J62)
«Салташ» (англ. HMS Saltash (J62) — військовий корабель, тральщик типу «Хант» підгрупи «Абердер» Королівського військово-морського флоту Великої Британії міжвоєнного періоду та часів Другої світової війни.
«Салташ» брав участь у бойових діях на морі в Другій світовій війні, забезпечував протимінний захист транспортним суднам і корабля союзників у Середземному морі та поблизу берегів Великої Британії.

## Історія створення
Тральщик «Салташ» був закладений 5 вересня 1917 року на верфі компанії Murdoch and Murray у Порт-Глазго. 25 липня 1918 року він був спущений на воду, а 30 жовтня 1918 року увійшов до складу Королівських ВМС Великої Британії.

## Історія служби
«Салташ» надійшов на озброєння Королівського флоту менш ніж за три тижні до перемир'я, тому не встиг взяти жодної участі в Першій світовій війні, і незабаром був виведений до резерву з базуванням на ВМБ в Александрії, Єгипет. Тут корабель перебував до 1939 року, коли його перевели до 3-ї протимінної флотилії у Східному Середземномор'ї, де кораблі патрулювали в навколишніх водах з метою перехоплення суден з нелегальними іммігрантами до Палестини.
З початком Другої світової війни перші три місяці тральщик використовували для контролю за контрабандою у Східному Середземномор'ї та Червоному морі, а потім наказали повернутися у рідні води для виконання завдань з розмінування навколо східного узбережжя, базуючись у Гаріджі. Через три місяці «Салташ» відправили до Росайта, але він повернувся до Гаріджа, коли німці розпочали блискавичний наступ через Нижні країни.
Наприкінці травня 1940 року «Салташ» входив до складу евакуаційного флоту, який відправився в Дюнкерк. Під постійними повітряними атаками він спочатку переправив війська до більших суден, які не могли наблизитися до берега, а потім, маючи 499 солдатів на борту, підтримуваних кухлем гарячого какао, скибочкою хліба та дріжджами, він попрямував до Маргейта. «Салташ» вирушив на допомогу есмінцю «Гавант», який 1 червня 1940 року був пошкоджений у результаті повітряної атаки Люфтваффе в битві за Дюнкерк. З есмінця перекинули всіх військових на тральщик і, незважаючи на спроби відбуксирувати його, «Гавант» нарешті затонув о 10:15 1 червня 1940 року, втративши одного офіцера та п'ятьох матросів.
У червні 1944 року «Салташ» знову брав участь у бойових діях біля узбережжя Франції як учасник армади з 882 військових кораблів, 4000 десантних кораблів і 1250 транспортних засобів під час висадки в Нормандії. Зачищаючи море біля Нормандії, він ймовірно був єдиним кораблем у флотилії, який діяв безперервно під час операції. Після розчищення каналів для флоту вторгнення були закладені нові мінні поля, щоб захистити десант від нападу з моря.